# Aire d'attraction de Saint-Marcellin
L'aire d'attraction de Saint-Marcellin est un zonage d'étude défini par l'Insee pour caractériser l’influence de la commune de Saint-Marcellin sur les communes environnantes. Publiée en octobre 2020, elle se substitue à l'aire urbaine de Saint-Marcellin, qui comportait 16 communes dans le zonage de 2010.

### Carte

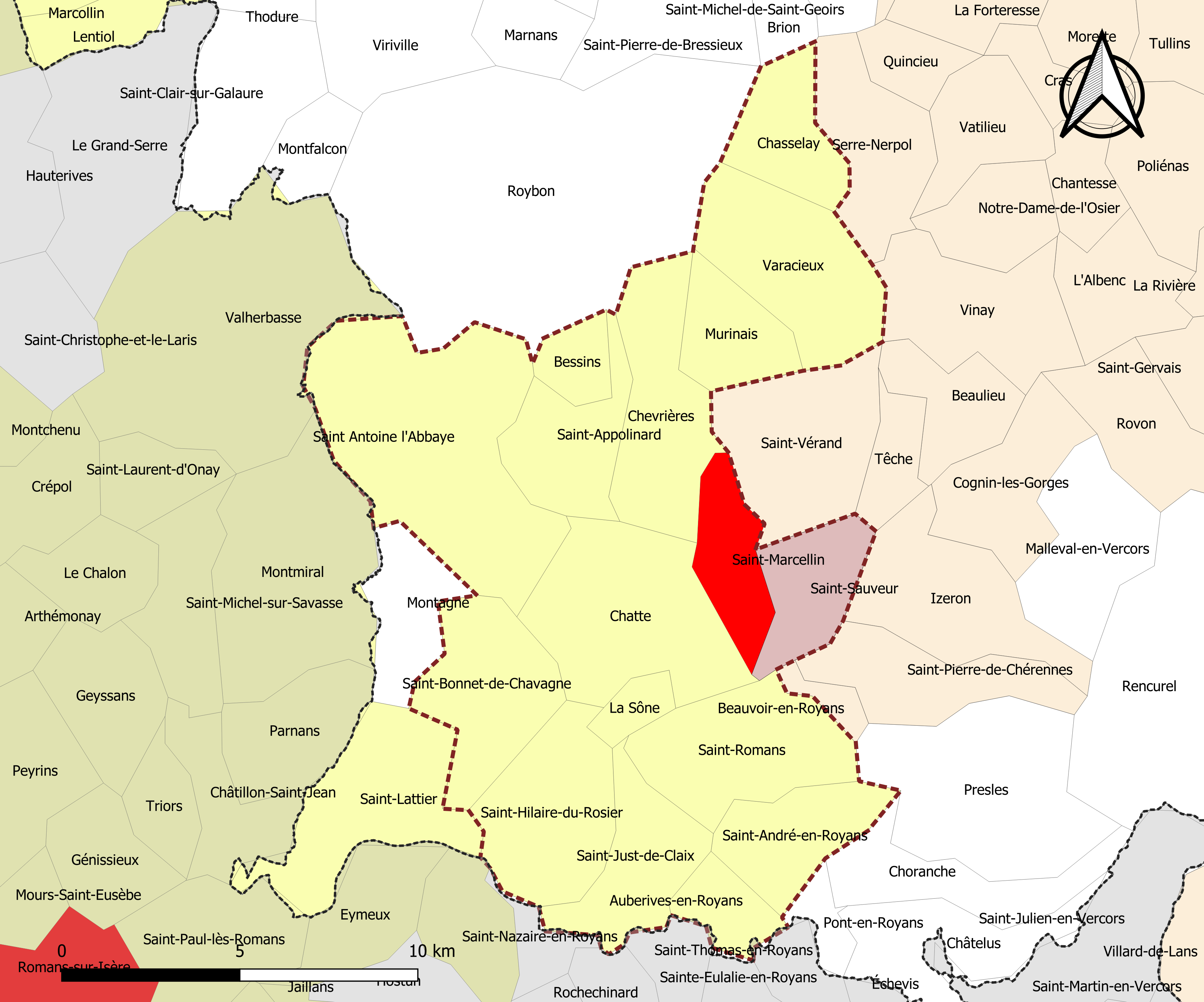
Carte de l'aire d'attraction de Saint-Marcellin.
Commune-centre
Commune du pôle principal
Commune de la couronne

## Définition
L'aire d'attraction d'une ville est composée d’un pôle, défini à partir de critères de population et d’emploi ainsi que d’une couronne constituée des communes dont au moins 15 % des actifs travaillent dans le pôle. Le pôle d’attraction constitue ainsi un point de convergence des déplacements domicile-travail,.

## Géographie
L’aire d'attraction de Saint-Marcellin est une aire intra-départementale qui comporte 17 communes dans l'Isère. 

### Composition communale
| Nom                              | Code Insee | Département | Statut                    | Superficie (km2) | Population (dernière pop. légale) | Densité (hab./km2) | Modifier                                    |
| -------------------------------- | ---------- | ----------- | ------------------------- | ---------------- | --------------------------------- | ------------------ | ------------------------------------------- |
| Saint-Marcellin (commune-centre) | 38416      | Isère       | commune-centre            | 7,81             | 7 705 (2022)                      | 987                | modifier les données · modifier les données |
| Saint-Sauveur                    | 38454      | Isère       | commune du pôle principal | 9,42             | 2 108 (2022)                      | 224                | modifier les données · modifier les données |
| Auberives-en-Royans              | 38018      | Isère       | commune de la couronne    | 5,07             | 369 (2022)                        | 73                 | modifier les données · modifier les données |
| Bessins                          | 38041      | Isère       | commune de la couronne    | 4,65             | 117 (2022)                        | 25                 | modifier les données · modifier les données |
| Chasselay                        | 38086      | Isère       | commune de la couronne    | 9,45             | 429 (2022)                        | 45                 | modifier les données · modifier les données |
| Chatte                           | 38095      | Isère       | commune de la couronne    | 22,81            | 2 476 (2022)                      | 109                | modifier les données · modifier les données |
| Chevrières                       | 38099      | Isère       | commune de la couronne    | 16,62            | 737 (2022)                        | 44                 | modifier les données · modifier les données |
| Murinais                         | 38272      | Isère       | commune de la couronne    | 8,22             | 408 (2022)                        | 50                 | modifier les données · modifier les données |
| Saint-André-en-Royans            | 38356      | Isère       | commune de la couronne    | 10,42            | 341 (2022)                        | 33                 | modifier les données · modifier les données |
| Saint Antoine l'Abbaye           | 38359      | Isère       | commune de la couronne    | 36,22            | 1 258 (2022)                      | 35                 | modifier les données · modifier les données |
| Saint-Appolinard                 | 38360      | Isère       | commune de la couronne    | 10,76            | 403 (2022)                        | 37                 | modifier les données · modifier les données |
| Saint-Bonnet-de-Chavagne         | 38370      | Isère       | commune de la couronne    | 15,18            | 659 (2022)                        | 43                 | modifier les données · modifier les données |
| Saint-Hilaire-du-Rosier          | 38394      | Isère       | commune de la couronne    | 16,42            | 1 934 (2022)                      | 118                | modifier les données · modifier les données |
| Saint-Just-de-Claix              | 38409      | Isère       | commune de la couronne    | 11,59            | 1 381 (2022)                      | 119                | modifier les données · modifier les données |
| Saint-Romans                     | 38453      | Isère       | commune de la couronne    | 17,04            | 1 849 (2022)                      | 109                | modifier les données · modifier les données |
| La Sône                          | 38495      | Isère       | commune de la couronne    | 2,95             | 614 (2022)                        | 208                | modifier les données · modifier les données |
| Varacieux                        | 38523      | Isère       | commune de la couronne    | 18,48            | 864 (2022)                        | 47                 | modifier les données · modifier les données |

## Démographie
Cette aire est catégorisée dans les aires de moins de 50 000 habitants, une catégorie qui regroupe 12,2 % de la population au niveau national,.